# Zoom (disc)
|  | Per a altres significats, vegeu «Zoom (desambiguació)». |

Zoom és el dotzè àlbum d'estudi de la banda britànica Electric Light Orchestra, publicat per la companyia discogràfica Epic Records el 12 de juny de 2001. Va ser el primer àlbum del grup en quinze anys, després del llançament de Balance of Power el 1986.

## Enregistrament
L'àlbum, el primer del grup en quinze anys des de Balanç of Power (1986), és en realitat un treball en solitari de Jeff Lynne semblant a Armchair Theatre (1990) amb la col·laboració d'artistes convidats, entre ells George Harrison, en una de les seves últimes aparicions en un enregistrament abans de morir al novembre de 2001 a causa d'un càncer, i Ringo Starr. L'únic component de l'Electric Light Orchestra present a Zoom, Richard Tandy, solament va participar en l'enregistrament de «Alright». Zoom és, per tant, l'únic treball del grup sense el bateria Bev Bevan.
L'àlbum va incloure un so molt més orgànic amb una menor rellevància d'efectes electrònics, així com una tornada a l'ús d'una secció de cordes mitjançant cellos.

## Recepció
Zoom va obtenir ressenyes d'opinions contraposades de la premsa musical. Stephen Thomas Erlewine d'Allmusic va escriure: «Per què no és un disc en solitari? Bé, Lynne no només té el nom de la ELO, de manera que pot fer el que vulgui, sinó que ho va dissenyar com una tornada al so clàssic del grup. […] Llavors, per què Zoom va ser tant ignorat des del seu llançament a l'estiu de 2001? Probablement perquè no importa que sigui bo, no hi havia gaires oients clamant per un nou àlbum de la ELO, i fins i tot alguns dels seguidors més incondicionals podrien haver-se preguntat si necessitaven un nou àlbum de la ELO, ja que, per tota la seva força, Zoom no sembla aportar un knockout, fins i tot al nivell de «Calling America» o «Four Little Diamonds». Sense un gran primer senzill, i fins i tot si ho hagués estat no hi hauria pertocat perquè rebés difusió, no tindria gens per atreure als escèptics a la cleda, per la qual cosa no van poder descobrir que Zoom era un molt bon disc d'ELO, sens dubte més que un àlbum per als veritables creients». En la seva crítica per a la revista Rolling Stone, Barry Walter va comentar: «A diferència de la producció amb sintetitzadors de començament de la dècada de 1980, aquesta no-reunió almenys sona com ELO. La plorosa guitarra slide de George Harrison i el tamborileo constant de Ringo Starr en quatre cançons porten a Lynne més prop del so de The Beatles que emulava l'ELO. Encara que cancioncillas com «Easy Money» suggereixen vells descarts, «Moment in Paradise» i altres balades de somni evoquen la tristesa crepuscular de «Telephone Line». Lynne no ha de reclamar que l'ELO és una altra vegada una cosa vivent, però Zoom és, no obstant això, la següent millor entitat».
A nivell comercial, i malgrat ser promocionat com una tornada al so clàssic del grup, les vendes de Zoom van ser relativament baixes. L'àlbum va aconseguir el lloc 34 a la llista britànica UK Albums Chart, el pitjor registre d'un treball del grup des del llançament d'ELO 2, mentre que als Estats Units, va arribar al lloc 94 de la llista Billboard 200. El primer senzill, «Alright», només va entrar en la llista neerlandesa Dutch Top 40, on va arribar al lloc 87.
Després de publicar Zoom, Lynne va anunciar la primera gira del grup en quinze anys. Un concert promocional per la PBS va ser gravat durant dues nits consecutives al CBS Television City de Los Angeles. No obstant això, l'empresa de representació del grup va cancel·lar abruptament la gira a causa de les baixes vendes d'entrades, i el material gravat per la PBS va ser publicat com a DVD per Image Entertainment. El 2013, Frontier Records va publicar Electric Light Orchestra Live amb material de tots dos concerts.

## Reedicions
El 19 d'abril de 2013, Frontier Records va publicar una versió remasterizada de Zoom amb dues cançons extra: una versió en directe de «Turn to Stone» interpretada al CBS Television City de Los Angeles durant l'enregistrament de Zoom Tour Live, i «One Day», una cançó inèdita gravada el 2004.

## Llista de cançons
| Núm. | Títol                                                 | Durada |
| ---- | ----------------------------------------------------- | ------ |
| 1.   | «Alright»                                             | 3:13   |
| 2.   | «Moment in Paradise»                                  | 3:36   |
| 3.   | «State of Mind»                                       | 3:04   |
| 4.   | «Just for Love»                                       | 3:40   |
| 5.   | «Stranger On a Quiet Street»                          | 3:41   |
| 6.   | «In My Own Time»                                      | 3:03   |
| 7.   | «Easy Money»                                          | 2:50   |
| 8.   | «It Really Doesn't Matter»                            | 3:20   |
| 9.   | «Ordinary Dream»                                      | 3:23   |
| 10.  | «A Long Time Gone»                                    | 3:15   |
| 11.  | «Melting in the Sun»                                  | 3:10   |
| 12.  | «All She Wanted»                                      | 3:14   |
| 13.  | «Lonesome Lullaby»                                    | 4:02   |
| 14.  | «Long Black Road» (Tema extra de la edición japonesa) | 3:22   |

| Núm. | Títol                                                   | Durada |
| ---- | ------------------------------------------------------- | ------ |
| 15.  | «One Day» (2004, previamente inédita)                   |        |
| 16.  | «Turn to Stone» (En directo, CBS Television City, 2001) |        |

## Personal
- Jeff Lynne: veu, guitarra elèctrica, baix, teclats, cello i bateria
- Richard Tandy: teclats en «Alright»
- George Harrison: guitarra slide en «A Long Time Gone» i «All She Wanted»
- Ringo Starr: bateria en «Moment In Paradise» i «Easy Money»
- Marc Mann: guitarra rítmica en «Moment In Paradise» i arranjaments de cordes en «In My Own Time» i «Melting In The Sun»
- Suzie Katayama: cello en «Just For Love», «Stranger On A Quiet Street» i «All She Wanted»
- Roger Lebow: cello en «Lonesome Lullaby»
- Dave Boruff: saxofon en «A Long Time Gone»
- Laura Lynne: cors en «All She Wanted»
- Rosie Vés-la: cors en «Alright» i «All She Wanted» i arranjaments de cordes en «In My Own Time»
- Kris Wilkinson: arranjaments de cordes en «Ordinary Dream»

## Posició en llistes
| País         | Llista                       | Posició |
| ------------ | ---------------------------- | ------- |
| Alemanya     | Media Control Top 100 Albums | 16      |
| Àustria      | Ö3 Austria Top 40            | 51      |
| Austràlia    | ARIA Albums Chart            | 49      |
| Bèlgica      | Ultratop 200 Albums          | 37      |
| Estats Units | Billboard 200                | 94      |
| Japó         | Oricon LP Chart              | 36      |
| Noruega      | Top 40 Albums                | 18      |
| Regne Unit   | UK Albums Chart              | 34      |
| Suècia       | Albums Top 60                | 35      |
| Suïssa       | Swiss Music Charts           | 26      |

| Senzill              | País          | Llista               | Posició |
| -------------------- | ------------- | -------------------- | ------- |
| «Alright»            | Països Baixos | Dutch Top 40         | 87      |
| «Moment in Paradise» | Japó          | Oricon Singles Chart | 27      |